# Grand Declaration of War
A Grand Declaration of War a norvég black metal együttes Mayhem második nagylemeze. 2000. június 6-án adta ki a Necropolis Records kiadó.
Az album címét és néhány dalszövegrészletét Friedrich Nietzsche német filozófus két könyvéből: Az Antikrisztusból és a Bálványok alkonya-ból idézték.
Az együttes weboldalán található információk szerint a Grand Declaration of War első része az 1997-es Wolf's Lair Abyss EP volt. Az előbb kiadott album utolsó dalának, a „Symbols of Bloodswords”-nak fő riffje megegyezik az utódján található „A Grand Declaration of War” és „View from Nihil (Part II)” egyik riffjével.

## Számlista
Az összes dalszöveg szerzője Maniac; az összes szám szerzője Blasphemer.
| 1.    | A Grand Declaration of War                     | 4:14 |
| 2.    | In the Lies Where upon You Lay                 | 5:59 |
| 3.    | A Time to Die                                  | 1:48 |
| 4.    | View from Nihil (Part I of II)                 | 3:04 |
| 5.    | View from Nihil (Part II of II)                | 1:16 |
| 6.    | A Bloodsword and a Colder Sun (Part I of II)   | 0:33 |
| 7.    | A Bloodsword and a Colder Sun (Part II of II)  | 4:27 |
| 8.    | Crystallized Pain in Deconstruction            | 4:09 |
| 9.    | Completion in Science of Agony (Part I of II)  | 9:44 |
| 10.   | To Daimonion (Part I of III)                   | 3:25 |
| 11.   | To Daimonion (Part II of III)                  | 4:52 |
| 12.   | To Daimonion (Part III of III)                 | 0:07 |
| 13.   | Completion in Science of Agony (Part II of II) | 2:14 |
| 45:58 |                                                |      |

## Közreműködők

### Mayhem
- Sven Erik Kristiansen ("Maniac") – ének
- Rune Eriksen ("Blasphemer") – gitár
- Jørn Stubberud ("Necrobutcher") – basszusgitár
- Jan Axel Blomberg ("Hellhammer") – dob

### További közreműködők
- Anders Odden – az "A Bloodsword and a Colder Sun" programozása
- Øyvind Hægeland – együttműködő ének a "Completion in Science of Agony" számban
- Tore Ylwizaker – sample-k és zajok készítése a "Completion in Science of Agony" számban
- Sebastian Ludvigsen – fényképek
- Mark Francombe Red – borító dizájn

## Fordítás
Ez a szócikk részben vagy egészben  a   Grand Declaration of War című angol Wikipédia-szócikk fordításán alapul.  Az eredeti cikk szerkesztőit annak laptörténete sorolja fel. Ez a jelzés csupán a megfogalmazás eredetét és a szerzői jogokat jelzi, nem szolgál a cikkben szereplő információk forrásmegjelöléseként.